# Selenops melanurus
Selenops melanurus là một loài nhện trong họ Selenopidae.
Loài này thuộc chi Selenops. Selenops melanurus được Cândido Firmino de Mello-Leitão miêu tả năm 1923.